# Томас Флајнер
Томас Флајнер (Цирих, 16. јул 1938 — 24. новембар 2023) био је швајцарски правник и академик, инострани члан састава Српске академије науке и уметности од 5. новембра 2009.

## Биографија
Завршио је докторат на Универзитету у Цириху 1966. године и хабилитацију на Универзитету у Фрибуру 1971. Радио је као професор на Универзитету у Фрибуру од 1971. до пензије 2008. Био је директор Института за федерализам, на Правном факултету Универзитета у Фрибуру 1984—2008. Коуредник је Zeitschrift für Gesetzgebung, Australian Revue for Public Law и Book Series Global Dialogue. Добитник је почасног доктората Универзитета у Руану, почасни председник и председник емеритус Међународног удружења за уставно право, почасни грађанин Србије и Црне Горе и добитник награде организације B’nai B’rith за доприносе на пољу људских права и против расизма.
Преминуо је 24. новембра 2023. године.